# 電撃フリントGO!GO作戦
『電撃フリントGO!GO作戦』（でんげきフリントゴーゴーさくせん、Our Man Flint）は、1966年のアメリカ合衆国の映画。超人的な能力を持つエージェント、デレク・フリント（ジェームズ・コバーン）の、型破りな活躍を描いたアクション映画である。
1960年代の『007』人気に乗って多数作られたスパイ・アクション映画の中でも、フリントというキャラクターの魅力や、『007』シリーズに対するパロディ等が支持され、続編『電撃フリント・アタック作戦』も作られた。

## ストーリー
狂信的な3人の科学者に率いられ、世界の支配を企む組織ギャラクシーは、地球上の気象を自在に操る巨大装置を使い世界各国を脅迫する。国際的スパイ機構Z.O.W.I.E.は、問題解決のため元エージェントのデレク・フリント（ジェームズ・コバーン）を選ぶが、美女に囲まれ悠々自適の生活を送るフリントは、Z.O.W.I.E.のクラムデン長官（リー・J・コッブ）や大統領の要請すらも断る。
しかしギャラクシーが先手を打って暗殺者ギラ（ギラ・ゴラン）を送り込んできた事を察知したフリントは、クラムデン長官の要請を引き受ける。毒矢の羽に付いていたブイヤベースの成分からマルセイユの店を突き止める。一方、ギラも再度コールドクリームに仕掛けた時限爆弾でフリントを暗殺しようとするがまたしても失敗。破片からローマのギラの許へたどり着く。暗殺者の罠に自らかかり、心臓を停止して死んだかに見せかけたフリントは、ギャラクシー本部のある孤島に侵入し基地内の捜索を開始するが、捕まってしまう。ギャラクシーへの協力を拒んだフリントは処刑されることになり、任務に失敗したギラには洗脳が言い渡される。しかしフリントは処刑を逃れ、ギラやさらわれていた美女たちの洗脳を解く。フリントに動力源を破壊され、島は崩壊を始める。科学者たちは装置に落下、ロドニーは瓦礫に飲まれる。フリントと美女たちは無事脱出に成功する。

## キャスト
| 役名               | 俳優                     | 日本語吹替                                   | 日本語吹替                            |
| 役名               | 俳優                     | TBS版                                        | フジテレビ版                          |
| ------------------ | ------------------------ | -------------------------------------------- | ------------------------------------- |
| デレク・フリント   | ジェームズ・コバーン     | 小林清志                                     | 小林清志                              |
| クラムデン長官     | リー・J・コッブ          | 千葉耕市                                     | 富田耕生                              |
| ギラ               | ギラ・ゴラン             | 山崎左度子                                   |                                       |
| マルコム・ロドニー | エドワード・マルヘアー   | 川久保潔                                     | 小林勝彦                              |
| シュナイダー博士   | ベンソン・フォング       |                                              | 坂口芳貞                              |
| ウー博士           | ピーター・ブロッコ       |                                              | 村松康雄                              |
| クラポフ博士       | リース・ウィリアムズ     |                                              |                                       |
| レスリー           | シェルビー・グラント     |                                              |                                       |
| アンナ             | シグリッド・バルディス   |                                              |                                       |
| サキト             | ヘレン・フナイ           |                                              |                                       |
| ジーナ             | ジアンナ・セラ           |                                              |                                       |
| ハンス・グルーバー | マイケル・セント・クレア |                                              | たてかべ和也                          |
| 不明 その他        |                          | 肝付兼太 三田松五郎 辻村真人 野本礼三 嶋俊介 |                                       |
|                    |                          |                                              |                                       |
| 演出               |                          |                                              |                                       |
| 翻訳               | 翻訳                     | 進藤光太                                     |                                       |
| 効果               |                          |                                              |                                       |
| 調整               |                          |                                              |                                       |
| 制作               | 制作                     | ニュージャパンフィルム                       |                                       |
| 解説               | 解説                     | 荻昌弘                                       | 高島忠夫                              |
| 初回放送           | 初回放送                 | 1971年7月26日 『月曜ロードショー』           | 1978年12月15日 『ゴールデン洋画劇場』 |

## エピソード
- クラムデン長官と大統領とのホットラインの呼び出し音は、『ハドソン・ホーク』や『オースティン・パワーズ』の中で、パロディとして使われている。